# 林曙光 (政治人物)
林曙光（1950年—），广东揭阳人，汉族，中华人民共和国政治人物、第十一届全国人民代表大会广东地区代表。
毕业于省心血管病研究所心血管内科临床药理，是中共党员。担任广东省人民医院院长。2008年起担任全国人大代表。